# Jiří
Jiří je nejčastější české mužské jméno. K roku 2016 bylo jeho nositeli 296 090 Čechů. Za svou četnost vděčí zejména své velké popularitě od 40. do 80. let 20. století. Jedním z nejsilnějších se stal rok 1952, ve kterém si jméno Jiří odneslo z porodnice celkem 6 553 novorozenců, kteří jsou dosud naživu (stav k 31. prosinci 2013). Dnes již mezi novorozenci tak rozšířené není, do roku 2016 se pravidelně pohybovalo v první dvacítce.
Svátek má 24. dubna, ve světě však většinou již 23. dubna. V českých zemích se však 23. dubna slaví svátek svatého Vojtěcha, který svatého Jiří posunul o den později. Tento den (23. dubna) je v některých zemích národním svátkem. Datum 23. dubna pochází ze všeobecného římského kalendáře.

## Původ
Podle převládající teorie pochází slovo „Jiří“ z řeckého γεωργός (geórgos), což je složenina z gē/ji (γῆ/γη), „země“ a érgon/érgo (ἔργον/έργο), „práce“. Geórgos tedy znamená „rolník“, „zemědělec“. Z toho se mj. vyvinula staroslovanská varianta „Гюрги“ (a z toho například „Juri“).
Nabízí se ale také staroslovanský původ.[zdroj?] Srovnejte s ruským slovem юркий (jurkij) znamenající „mrštný“, „hbitý“, „obratný“. V tomto případě by ke spodobnění s řeckým γεωργός došlo později.
Je také možné, že se oba původy prolínají.

## Statistické údaje
Následující tabulka uvádí četnost jména v ČR a pořadí mezi mužskými jmény ve srovnání dvou roků, pro které jsou dostupné údaje MV ČR – lze z ní tedy vysledovat trend v užívání tohoto jména:
| Rok  | Četnost | Pořadí | Změna četnosti | Změna pořadí |
| 1999 | 331 649 | 1.     |                |              |
| 2002 | 328 884 | 1.     | -2 765         | 0            |
| 2006 | 321 393 | 1.     | -7 491         | 0            |
| 2007 | 319 593 | 1.     | -1 800         | 0            |
| 2016 | 296 090 | 1.     | -23 503        | 0            |

Změna procentního zastoupení tohoto jména mezi žijícími muži v ČR (tj. procentní změna se započítáním celkového úbytku mužů v ČR za sledované tři roky 1999-2002) je -0,1%.
V roce 2009 se podle údajů ČSÚ jednalo o 19. nejčastější mužské jméno mezi novorozenci.

## Překlady a varianty
- ženská varianta: Jiřina

### Domácky
- Jirka, Jiřík, Jiříček, Jura, Juráš, Jurášek

### Překlady
- albánsky: Gjergj, Jorgo
- amharsky: ጊዮርጊሰ
- anglicky: George
- arabsky: جرجس, ﺟﻮﺭﺝ, ﺍﺎﺧﺿﺭ
- aragonsky: Chorche
- arménsky: Գէորգ
- astursky: Xurde
- baskicky: Gorka, Jurgi, Jurtzi
- bulharsky: Георги (Georgi), Джордж (Džordž)
- čínsky zjednodušená: 乔治 (George angl.), 佐殊 (Georges franc.), 豪尔赫 (Jorge špan.), 霍尔蒂 (Jordi katal.)
- čínsky tradiční: 喬治 (George angl.), 豪爾赫 (Jorge špan.), 霍爾蒂 (Jordi katal.)
- dánsky: Jørgen, Georg, Jørn, Jörn, Jorck, Jorre, Jory, Joris
- esperantsky: Georgo
- estonsky: Jüri
- faersky: Jorgen
- finsky: Yrjö, Jyrki, Jorre, Jyri, Jori, Yjo, Yrjänä
- francouzsky: Georges, Jorioz (v Savojsku), Jore (v Normandii); domácky: Jojo, Zizi
- frísky: Jörn, Joren, Jurg; domácky: Joris
- furlansky: Zorç
- gaelsky: Seòras, Seòrsa, Deòrsa, Dod
- gruzínsky: გიორგი (Giorgi)
- havajsky: Keoki
- chorvatsky: Juraj, Jurica, Jure, Đuro, Đuka
- italsky: Giorgio
- japonsky: ジョージ (Džódži)
- katalánsky: Jordi
- koptsky: Γεώργιος (Georgios)
- korejsky: 조지 (Čodži)
- kornsky: Jory, domácky Jord, Jorj, Joran
- latinsky:Georgius
- litevsky: Jurgis
- maďarsky: György, Gyuri, Gyurika
- moravsky: Jura, Jurka
- německy: Georg, Jörg, Jürgen, Jörgen, Jorn, Jurgen, Gorgel, Görries, Görris, Jeorg, Jorg, Gorg, Gerg, v dialektech: Schorsch, Jörg; Girgel; Girgel; George, Georgius, Jorge, Jurg, Jürge, Jurge
- norsky: Jørgen, Georg
- persky: ﺟﻮﺭﺝ
- polsky: Jerzy
- portugalsky: Jorge
- rumunsky: Gheorghe, George
- rusky: Георгий (Georgij), Юрий (Jurij), Егор (Jegor)
- řecky: Γεώργιος (Geôrgios), formálně; Γιώργος (Giôrgos), neformálně
- slovensky: Juraj
- slovinsky: Jure, Georgius, Jurij, Juraj
- srbsky: Đorđe, Ђорђе
- španělsky: Jorge
- švédsky: Jörgen, Göran
- velšsky: Siôrs, Siôr, Siors, Siorys

## Známí nositelé tohoto jména

### Svatí
- Svatý Jiří – křesťanský mučedník

### Panovníci
- Jiří z Poděbrad (1420–1471) – volený český král
- Jiří I. (rozcestník) – více osob, rozcestník
- Jiří II. (1683–1760) – britský král
- Jiří III. (1738–1820) – britský král
- Jiří IV. (176–1830) – britský král
- Jiří V. (1865–1936) – britský král
- Jiří VI. (1895–1952) – britský král
- Jiří I. Řecký (1845–1913) – řecký král
- Jiří II. Řecký (1890–1947) – řecký král
- Jiří Sasko-Altenburský (1796–1853) – sasko-altenburský vévoda

### Ostatní
Jiří
- Jiří Adamec – český režisér
- Jiří Adamíra – český herec
- Jiří Bartoška – český herec
- Jiří Bělohlávek – český dirigent
- Jiří Brabec – český country hudebník
- Jiří Brdečka – český spisovatel a scenárista
- Jiří Císler – český herec a bavič
- Jiří Čermák – český cestovatel, zeměpisec, kartograf a odbojář
- Jiří Grossmann – český herec, spisovatel, textař a zpěvák
- Jiří Gruša – český spisovatel, překladatel a diplomat
- Jiří Grygar – český astronom, astrofyzik a popularizátor vědy
- Jiří Chalupa – český televizní dramaturg a scénárosta
- Jiří Just – český církevní historik
- Jiří Kajínek – český vězeň
- Jiří Kodet – český herec
- Jiří Koníček – moravský římskokatolický teolog a kanonista
- Jiří Krampol – český herec
- Jiří Kulhánek – spisovatel
- Jiří Lábus – český herec a komik
- Jiří Lír – český herec
- Jiří Mádl – český herec a režisér
- Jiří Macháček – český herec a zpěvák
- Jiří Marek – český sochař
- Jiří Meitner – český grafik, krajinář, malíř, portrétista a výtvarník
- Jiří Melantrich z Aventina – český tiskař a nakladatel
- Jiří Menzel – český režisér, herec a spisovatel
- Jiří Minařík – český rychlostní kanoista
- Jiří Novák – český horolezec, mistr sportu a trenér
- Jiří Novák – český tenista
- Jiří Orten – český básník
- Jiří Osolsobě – český letec
- Jiří Paroubek – český politik
- Jiří Prskavec – český kanojista a vodní slalomař olympijský vítěz
- Jiří Pecha – český herec
- Jiří Raška – skokan na lyžích, olympijský vítěz
- Jiří Růžek – český fotograf
- Jiří Růžička – více nositelů téhož jména a příjmení
- Jiří Schelinger – český zpěvák
- Jiří Schmitzer – český herec a písničkář
- Jiří Sika – český sportovní lezec a publicista
- Jiří Sovák – český herec
- Jiří Steimar – český herec
- Jiří Stivín – český hudebník, flétnový virtuóz
- Jiří Suchý – český herec, zpěvák, spisovatel a básník
- Jiří Svoboda – český filmový a televizní režisér a v letech 1990–1993 předseda KSČM
- Jiří Svoboda – český hudební skladatel
- Jiří Šlitr – český hudební skladatel, herec a zpěvák
- Jiří Traxler – český hudební skladatel
- Jiří Rajmund Tretera – český právník, vysokoškolský pedagog a římskokatolický duchovní
- Jiří Trnka – český malíř, filmový výtvarník a tvůrce animovaných filmů
- Jiří Voskovec – český spisovatel, herec a dramatik
- Jiří Wolker – český básník
- Jiří Zahajský – český herec
- Jiří Zmožek – český hudební skladatel a zpěvák

Georg
- Georg Cantor – německý matematik, zakladatel teorie množin
- Georg Wilhelm Friedrich Hegel – německý filozof
- Georg Simon Ohm – německý fyzik a matematik
- Georg Philipp Telemann – německý barokní hudební skladatel a varhaník

George
- George Berkeley – irský anglikánský biskup a filosof
- George Gordon Byron – anglický spisovatel
- George H. W. Bush – americký prezident (otec)
- George W. Bush – americký prezident (syn)
- George Harrison – britský hudebník (skupina Beatles)
- George Frost Kennan – americký diplomat a historik
- George Lucas – americký filmový producent
- George Orwell – britský spisovatel
- George Patton – americký generál, osvoboditel Plzně
- George Bernard Shaw – irský spisovatel a dramatik
- George Soros – americký finančník
- George Washington – americký politik, první prezident USA

Georges
- Georges Clemenceau – francouzský politik a premiér
- Georges Simenon – belgický spisovatel

Georgij
- Georgij Konstantinovič Žukov – sovětský maršál a politik

György
- György Fráter, chorvatský šlechtic, paulínský mnich a maďarský státník

Juraj
- Juraj Herz – slovenský filmový režisér
- Juraj Jakubisko – slovenský režisér
- Juraj Jánošík – legendární slovenský a polský zbojník
- Juraj Raninec – český politik

Jurij
- Jurij Andropov – sovětský politik
- Jurij Dolgorukij – veliký kníže kyjevský z rodu Rurikovců, šestý syn Vladimíra II. Monomacha
- Jurij Gagarin – sovětský kosmonaut, první člověk ve vesmíru
- Jurij Glazkov – sovětský kosmonaut
- Jurij Lužkov – ruský politik, starosta Moskvy
- Jurij Ozerov – ruský herec a režisér
- Jurij Romaněnko – sovětský kosmonaut

## Pranostiky
Na svatého Jiří vylézají hadi a štíři.
Jiří a Marek mrazem nás zalek.